# Bojmany
Bojmany (německy Bojmans) jsou malá vesnice, část městyse Žehušice v okrese Kutná Hora. Nachází se asi 2,5 kilometru východně od Žehušic. Bojmany jsou také název katastrálního území o rozloze 1,37 km².

## Historie
První písemná zmínka o vesnici pochází z roku 1257.

## Osobnosti
- Josef Jaroslav Filipi (1875–1954), pedagog, textilní výtvarník, grafik, kreslíř a spisovatel